# Třebíč (planetka)
(48638) Třebíč je planetka nacházející se v hlavním pásu asteroidů. Objevil ji český astronom Miloš Tichý 3. října 1995. Byla pojmenována podle města Třebíč. Kolem Slunce oběhne jednou za 3,6 roku.